# Svitlovodsk
Svitlovodsk (em ucraniano:  Світлово́дськ, em russo:  Светловодск) é uma cidade da Ucrânia, situada no Oblast de Kirovogrado. Tem 45 km² de área e sua população em 2020 foi estimada em 44.466 habitantes.